# Estádio Ulisses Arcanjo de Oliveira
Estádio Ulisses Arcanjo de Oliveira – stadion piłkarski, w Palmares, Pernambuco, Brazylia, na którym swoje mecze rozgrywa klub Palmares Futebol Clube.